# 赫西 (緬因州)
赫西（英語：Hersey）是一個位於美國緬因州阿魯斯圖克縣的市鎮。

## 人口
根據2020年美國人口普查的數據，赫西的面積為103.24平方千米，當中陸地面積為102.69平方千米，而水域面積為0.55平方千米。當地共有人口73人，而人口密度為每平方千米1人。